# 加納重文
加納 重文（かのう しげふみ、1940年 -2018年8月11日）は、日本の国文学者、京都女子大学名誉教授。

## 人物・来歴
広島県福山市生まれ。1967年東京教育大学文学部卒、71年同大学院博士課程単位取得退学。秋田大学講師、平安博物館、78年京都女子大学助教授、教授。1994年大阪大学文学博士。2006年に定年退職、名誉教授。

## 著書
- 『源氏物語の研究』私家版・望稜叢書 1986
- 『げんじものがたりのはなし 少数派の源氏物語』望稜舎 1987
- 『平安女流作家の心象』和泉書院 1987
- 『歴史物語の思想』京都女子大学研究叢刊 1992
- 『明月片雲無し 公家日記の世界』風間書房 2002
- 『香椎からプロヴァンスへ 松本清張の文学』新典社選書 2006
- 『砂漠の海 清張文学の世界』和泉書院 2008
- 『平安文学の環境 後宮・俗信・地理』和泉書院 2008
- 『松本清張作品研究』和泉書院 近代文学研究叢刊 2005
- 『源氏物語の舞台を訪ねて』宮帯出版社 2011
- 『源氏物語の平安京』青簡舎 2011
- 『九条兼実 社稷の志、天意神慮に答える者か』ミネルヴァ書房 ミネルヴァ日本評伝選 2016

### 編
- 『索引史料綜覧 平安時代』編 和泉書院 索引叢書 1984
- 『日本古代文学人名索引』中村康夫共編 望稜舎 1989-97
- 『源氏物語の地理』角田文衞共編 思文閣出版 1999
- 『講座源氏物語研究 第2巻 源氏物語とその時代』伊井春樹監修 編 おうふう 2006
- 『京都源氏物語地図』紫式部顕彰会編 角田文衛監修 編集責任 思文閣出版 2007

## 注
1. ↑  坂本信道「彙報 加納先生追悼文 加納重文先生の訃報」『女子大國文 第百六十四号』第164号、京都 : 京都女子大学国文学会、2019年1月、220-224頁、CRID 1520572358671349888、hdl:11173/2866、ISSN 02859823。
2. ↑  加納重文『歴史物語の思想』大阪大学〈博士（文学） 乙第6163号〉、1994年。doi:10.11501/3075153。hdl:11094/38487。 NAID 500000105899。
3. ↑  『源氏物語の舞台を訪ねて』著者紹介